# Адигејски језик
Адигејски језик (изворно: Адыгабзэ), познат и као западночеркески језик (изворно: КӀахыбзэ), матерњи је језик којим говоре Адигејци, севернокавкаски черкески народ који углавном живи на подручју Северног Кавказа и у Турској. Припада породици северозападнокавкаских језика.
Има статус званичног језика у Републици Адигеји на југозападу Русије. Изван Русије, највећи број говорника адигејског језика живи у Турској, Јордану, Сирији, Израелу, Ираку и Саудијској Арабији, а једна мања група и у неколико села на северу Северне Македоније. Укупан број говорника је процењен на око 590.000 особа.
Адигејски језик је правописно стандардизован релативно касно, тек након Октобарске револуције 1917. у Русији, а као званично писмо од 1936. користи се ћирилица. Пре увођења ћириличног писма паралелно је кориштена латиница и арапско писмо.